# Sanford Robinson Gifford
Sanford Robinson Gifford (Greenfield, 10 luglio 1823 – New York, 29 agosto 1880) è stato un pittore statunitense.
Paesaggista appartenente alla Hudson River School. Fu uno dei maggiori esponenti del luminismo americano ed è noto per i suoi effetti di luce e atmosfere brumose.

## Biografia
Figlio di un imprenditore, padrone di una fonderia, Gifford nacque a Greenfield, nello stato di New York. Passò l'infanzia a Hudson e studiò presso la Brown University dal 1842. Due anni dopo lasciò l'università per studiare pittura a New York. Apprese disegno, prospettiva e anatomia sotto la direzione dell'inglese John R. Smith, acquarellista e maestro di disegno. Studiò anche la figura umana nel corso di anatomia del "Crosby Street Medical College" e prese lezioni alla National Academy of Design.
Dal 1847 si sentì sufficientemente preparato per esporre il suo primo paesaggio all'Accademia nazionale che nel 1851 lo accettò come associato, per dichiararlo accademico nel 1854. Da quel momento in poi Gifford si dedicò interamente alla pittura del paesaggio, divenendo uno dei più raffinati e prestigiosi artisti della Hudson River School.
Viaggiò molto, all'inizio in Europa (specialmente in Italia) dal 1855 al 1857, in compagnia di Albert Bierstadt e di Worthington Whittredge, per studiare l'arte europea e prendere appunti per futuri quadri. In seguito si spostò all'interno degli Stati Uniti, nel Vermont, sulla costa del New Jersey e nella regione delle Montagne Rocciose (il West in generale). Infine di nuovo in Europa e in Medio Oriente, sino all'Egitto, accompagnato da Jervis McEntee (altro pittore dell'Hudson River School) e sua moglie.

Di ritorno dal viaggio, nel suo studio di New York City dipinse molti dei più significativi paesaggi di cui aveva preso nota e che aveva descritto nel suo spostarsi da un Paese all'altro.
Gifford chiamò le sue migliori tele i "paesaggi principali" (chief landscapes). Molti di essi sono caratterizzati da atmosfere nebbiose e da una luce morbida e diffusa, per esempio:
- Il lago di Nemi - 1857 - Toledo Museum of Art - Toledo (Ohio)
- Il deserto - 1861 - Toledo Museum of Art - Toledo (Ohio)
- Il passaggio del temporale - 1866 - Wadsworth Atheneum - Hartford (Connecticut)
- Le rovine del Partenone - Corcoran Gallery of Art - Washington

Morì cinquantasettenne a New York nell'agosto del 1880 a causa di forti febbri malariche.

## Omaggi e riconoscimenti
Il Metropolitan Museum di New York lo ricordò con una mostra di 160 opere.
Un catalogo pubblicato poco dopo la sua scomparsa gli attribuì circa 700 quadri.

## Opere

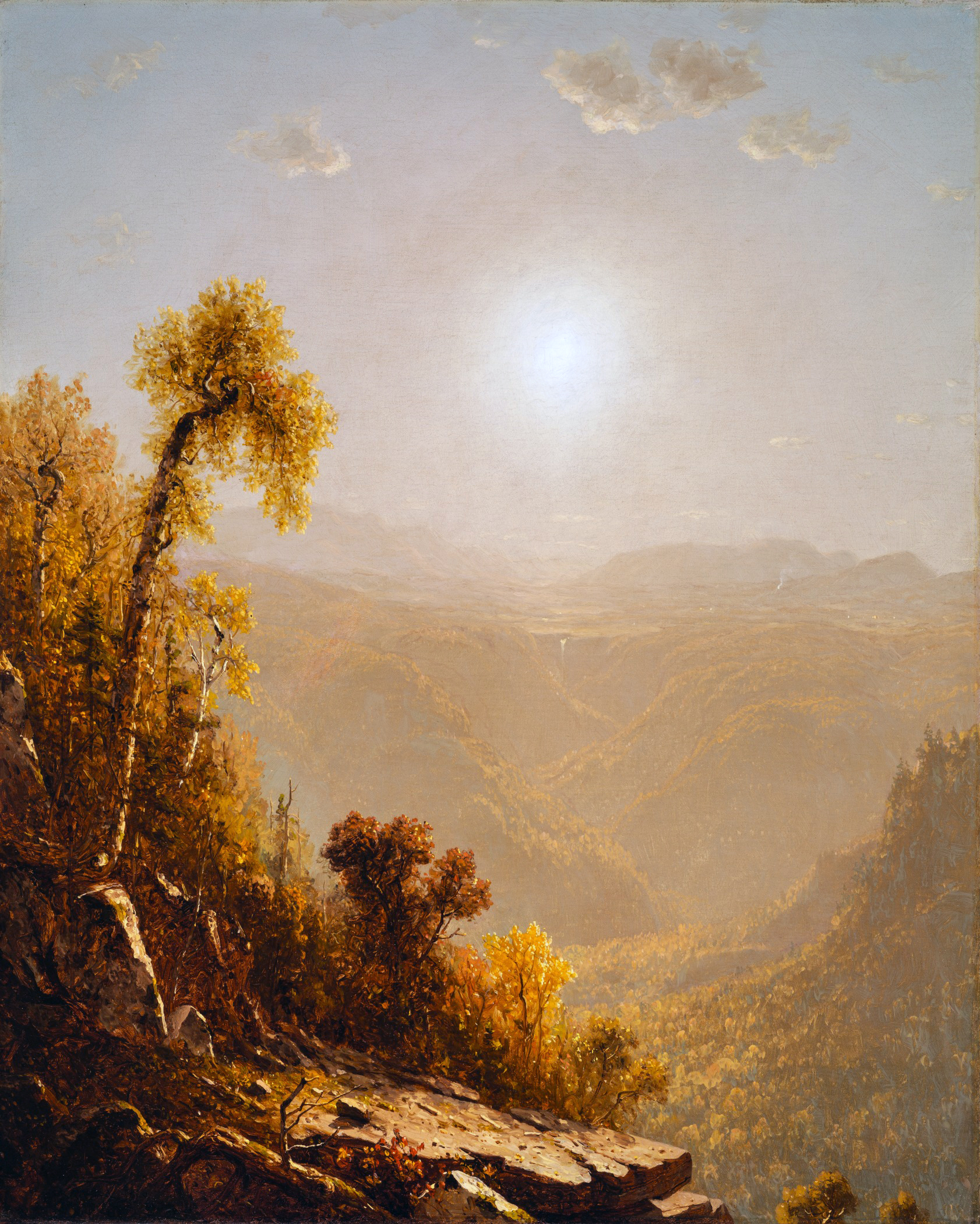
Ottobre nei Catskills

- "Sunday Morning at Camp Cameron"[3] (1861)
- "Bivouac of the Seventh Regiment at Arlington Heights, Virginia" (1861)
- "Camp of the Seventh Regiment in July 1863" (1864)
- "Twilight in the Adirondacks"[4]
- "A Home in the Wilderness" (1866),[5]
- "Evening over the Settler's Home"[6]
- "A seascape" (1867).[7]
- "A painting of Sandy Hook".[8]
- "Venetian Isle of San Giorgio"
- "A view near Tivoli"[9]
- "A view of Venice from the Canal Grande, with church Santa Maria della Salute".[10]
- "Fishing Boats in the Adriatic Sea".[11]
- "Fishing Boats entering the harbor at Brindisi"
- "View of Mount Rainier on Puget Sound, Bay of Tacoma, Washington Territory".
- "On the lake of Ginevra, with the Alps"[12][13]
- "A Coming Shower over Black Mountain, Lake George".
- "The Peak of the Matterhorn (Cervino) at Sunrise".[14]
- "The Path to the Mountain House in the Catskills".
- "Baltimora in 1862. A Sunset from Federal Hill".[15]
- "Bronx River, New-York".
- "On the Sea-Shore, Looking Eastward at Sunset".
- "The View from South Mountain in the Catskills".
- "Hook Mountain, near Nyack, on the Hudson river".
- "Outlet of Catskill Lake".
- "Cliffs at Porcupine Island, Maine".
- "Echo Lake in the Franconia Mountains, New Hampshire".
- "Hudson River ".
- "Rocks at Manchester, Massachusetts".[16]
- "Hunter Mountain, Twilight"[17]

## Galleria d'immagini

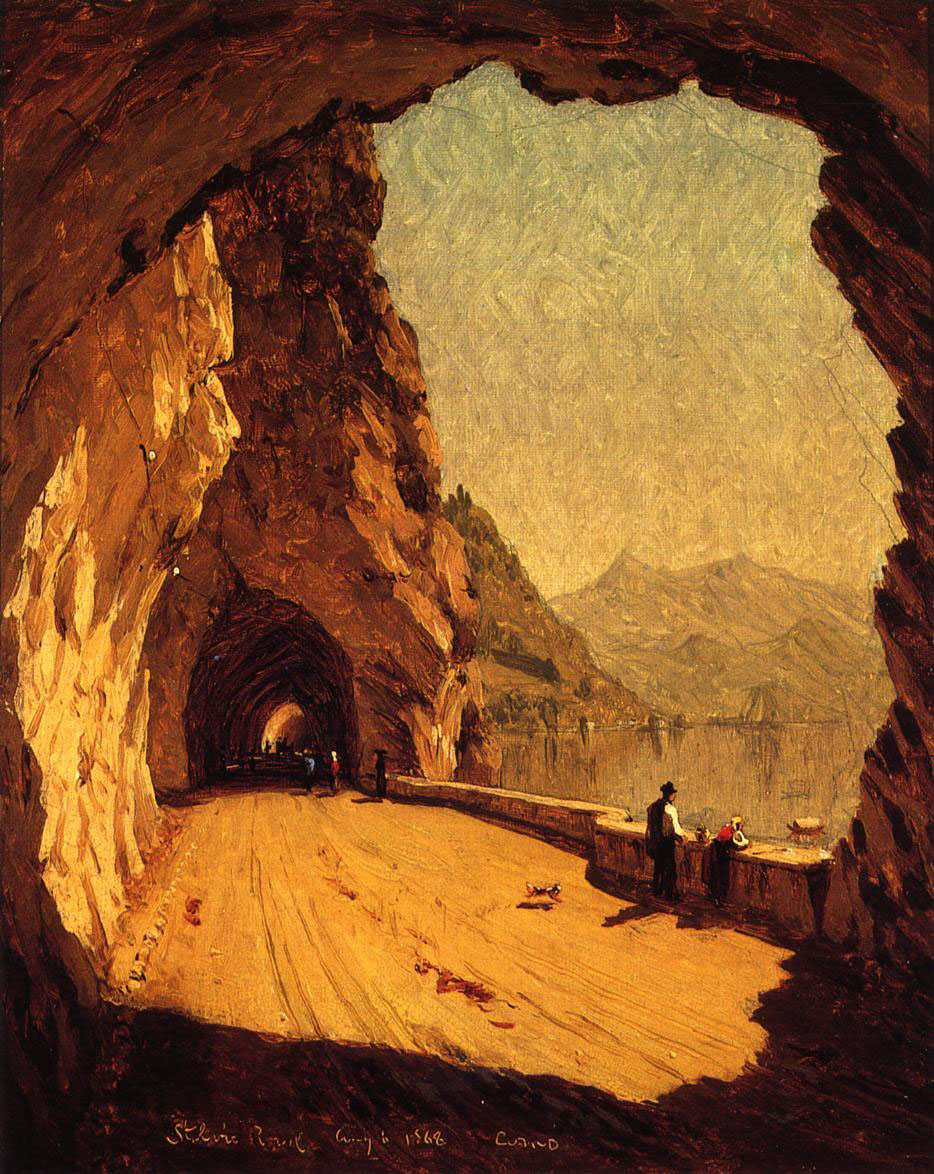
La strada dello Stelvio lungo il Lago di Como
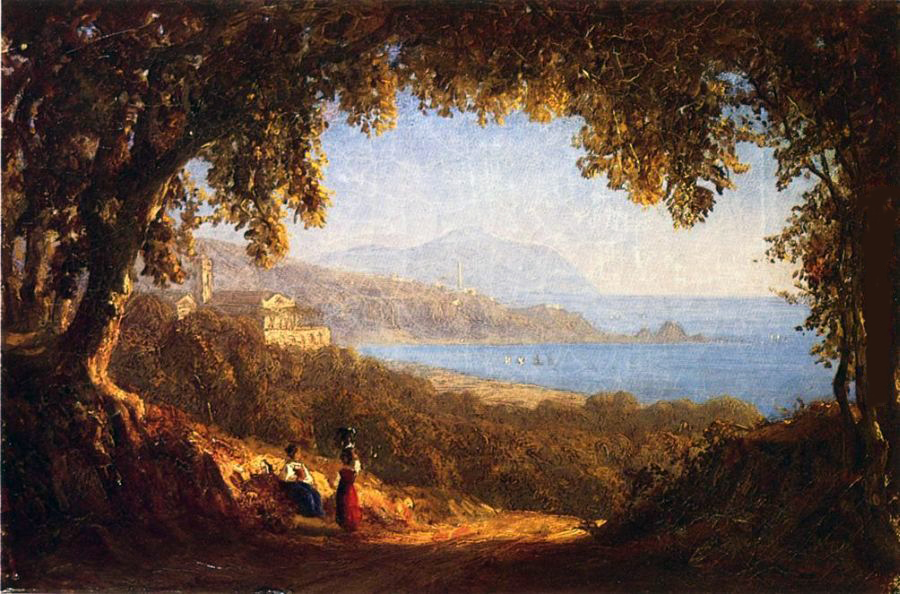
La riviera di ponente
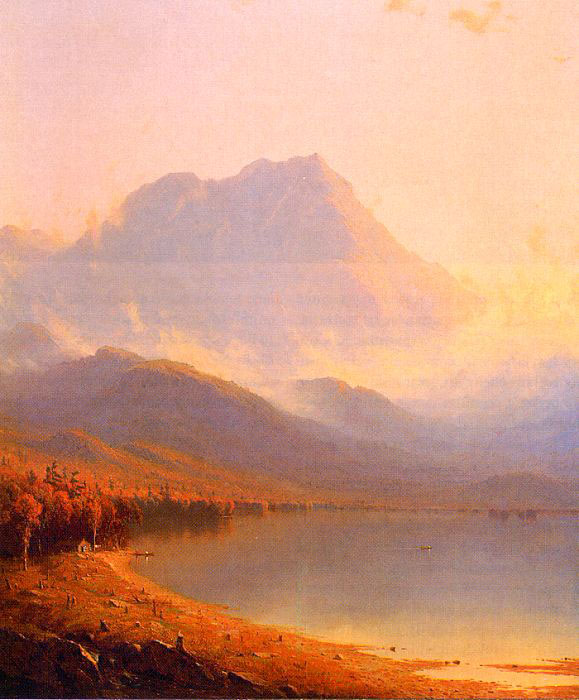
Mattino sugli Adirondacks
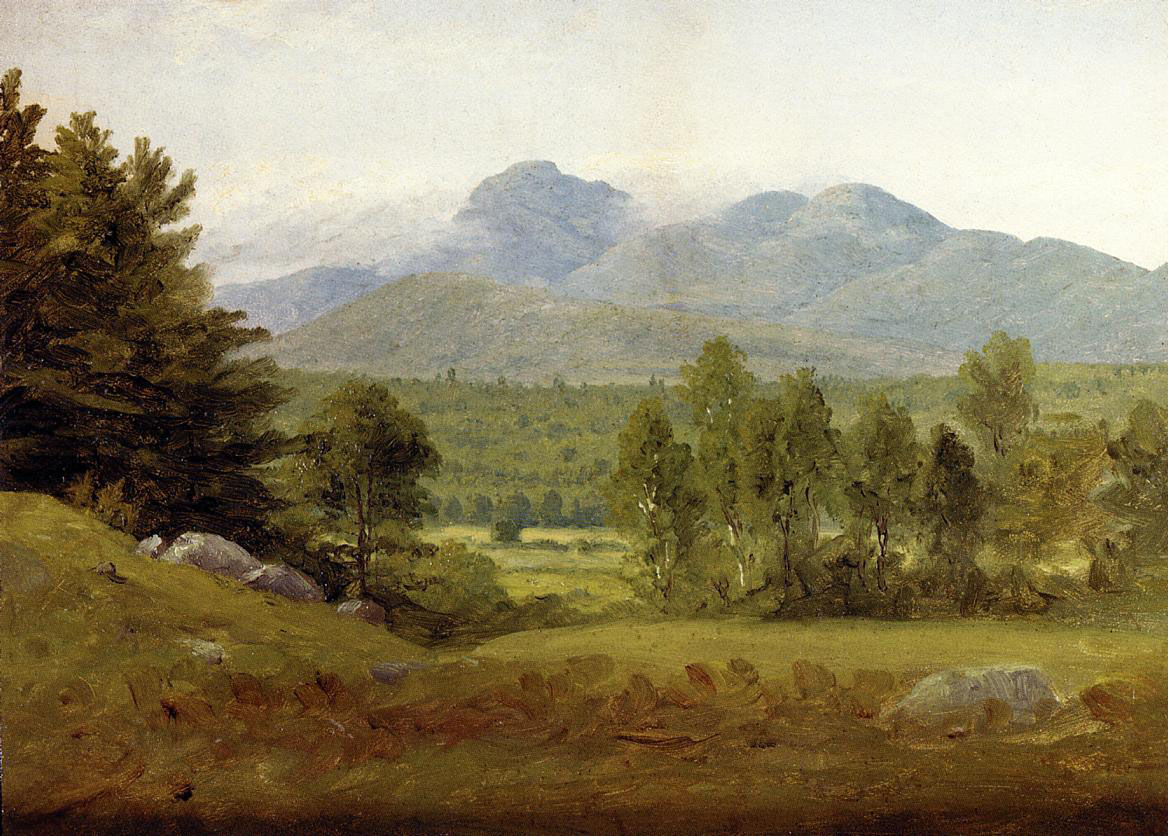
Il monte Chocorua
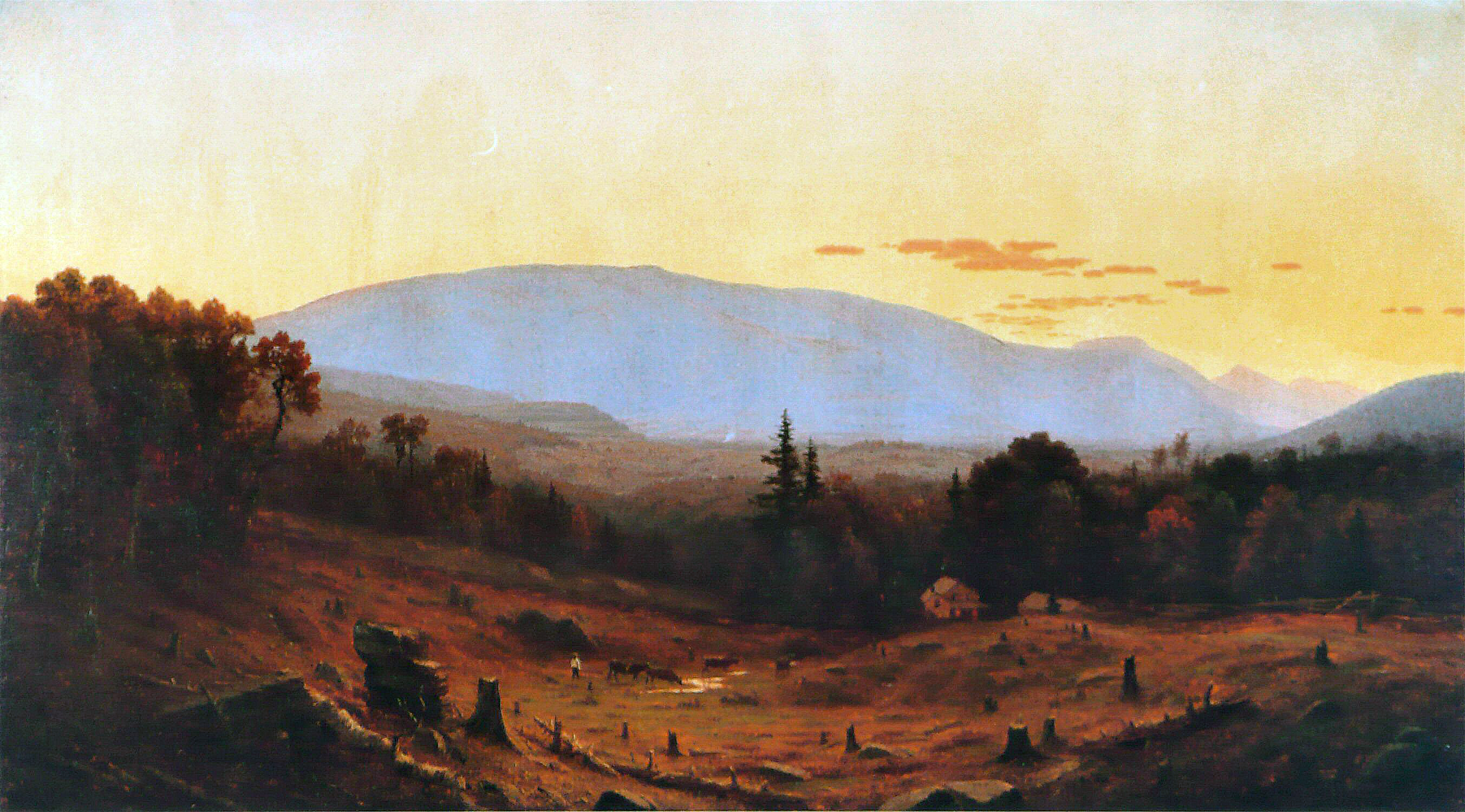
Tramonto col Monte Hunter
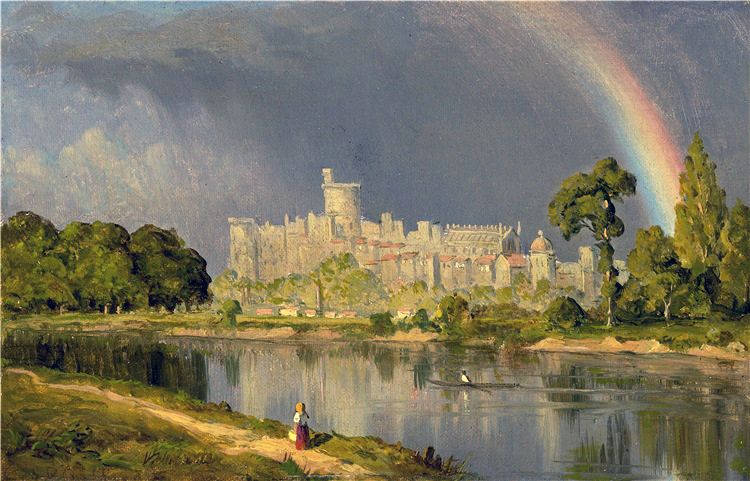
Studio per il castello di Windsor
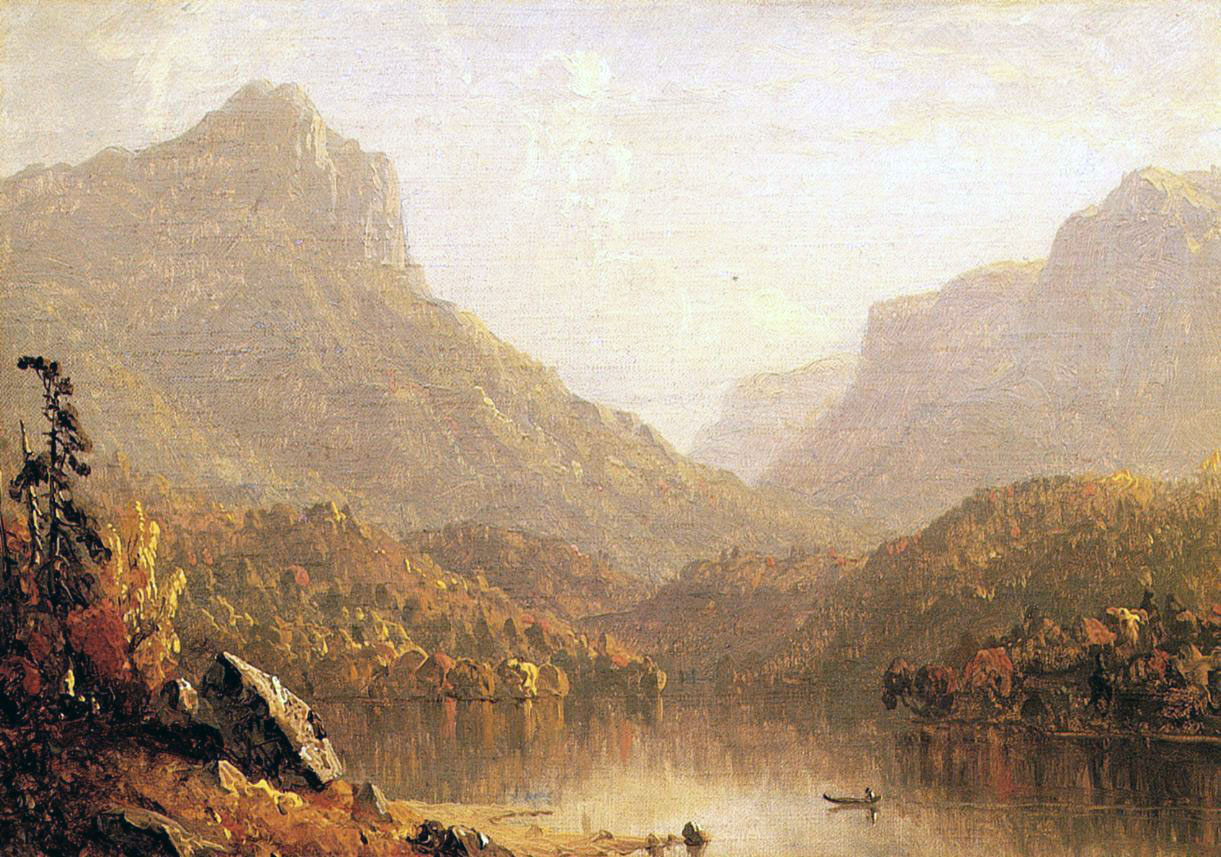
Paesaggio lacustre
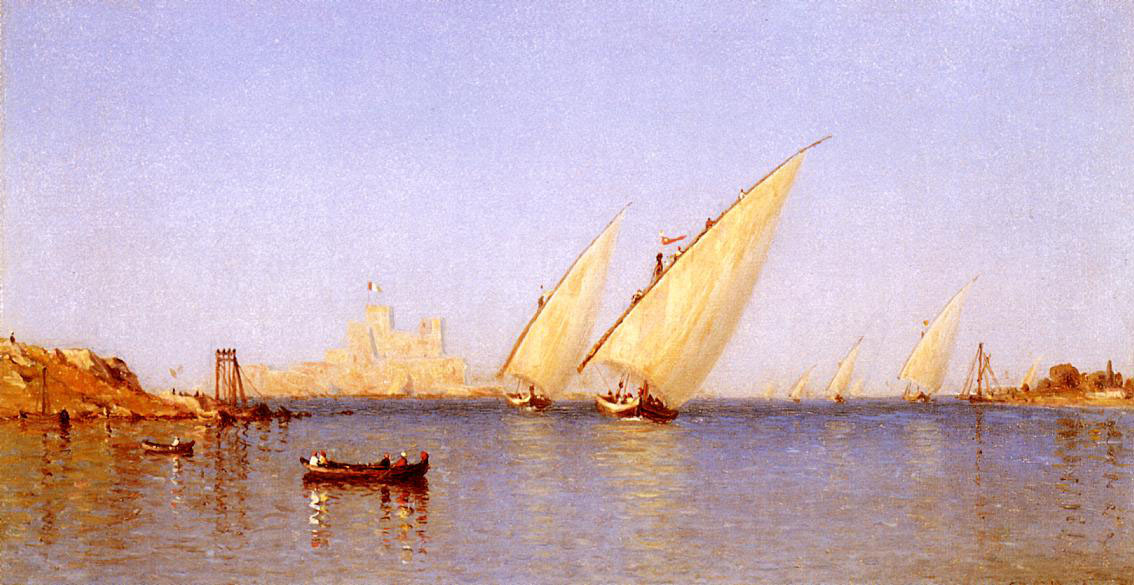
Pescherecci nel porto di Brindisi
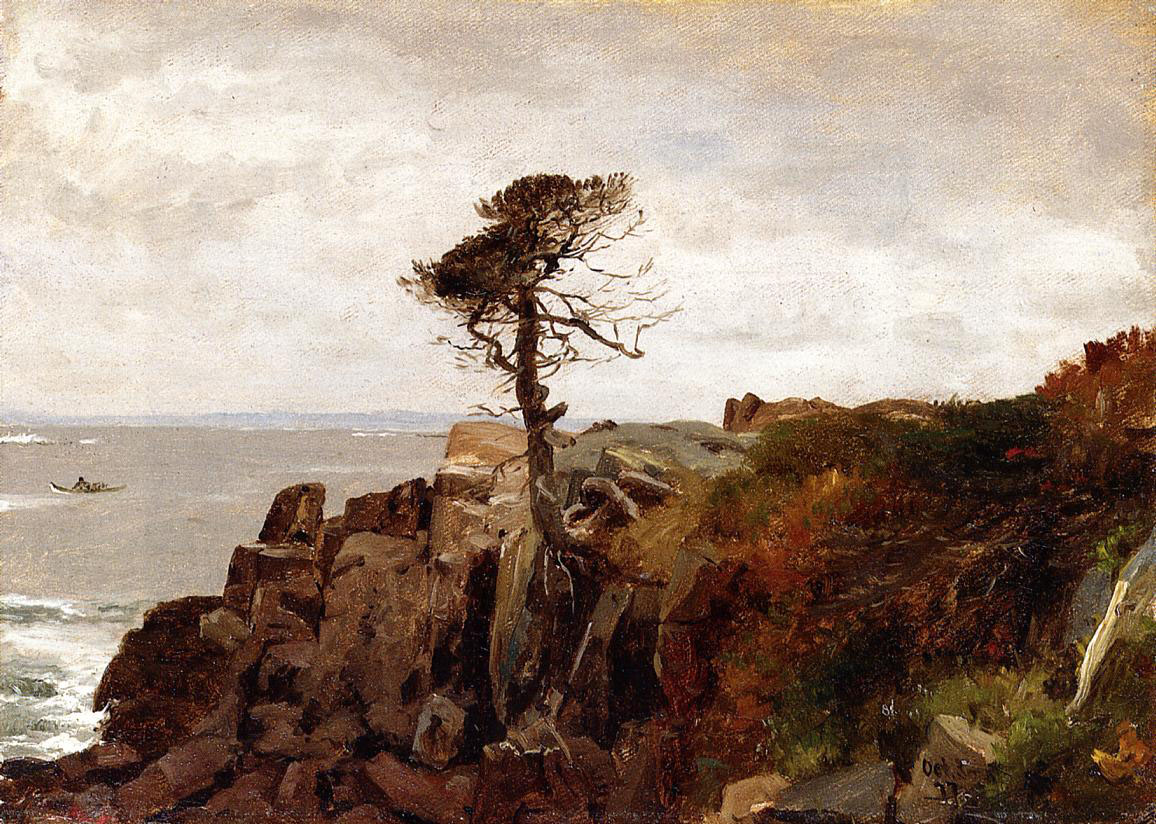
Noman's Land
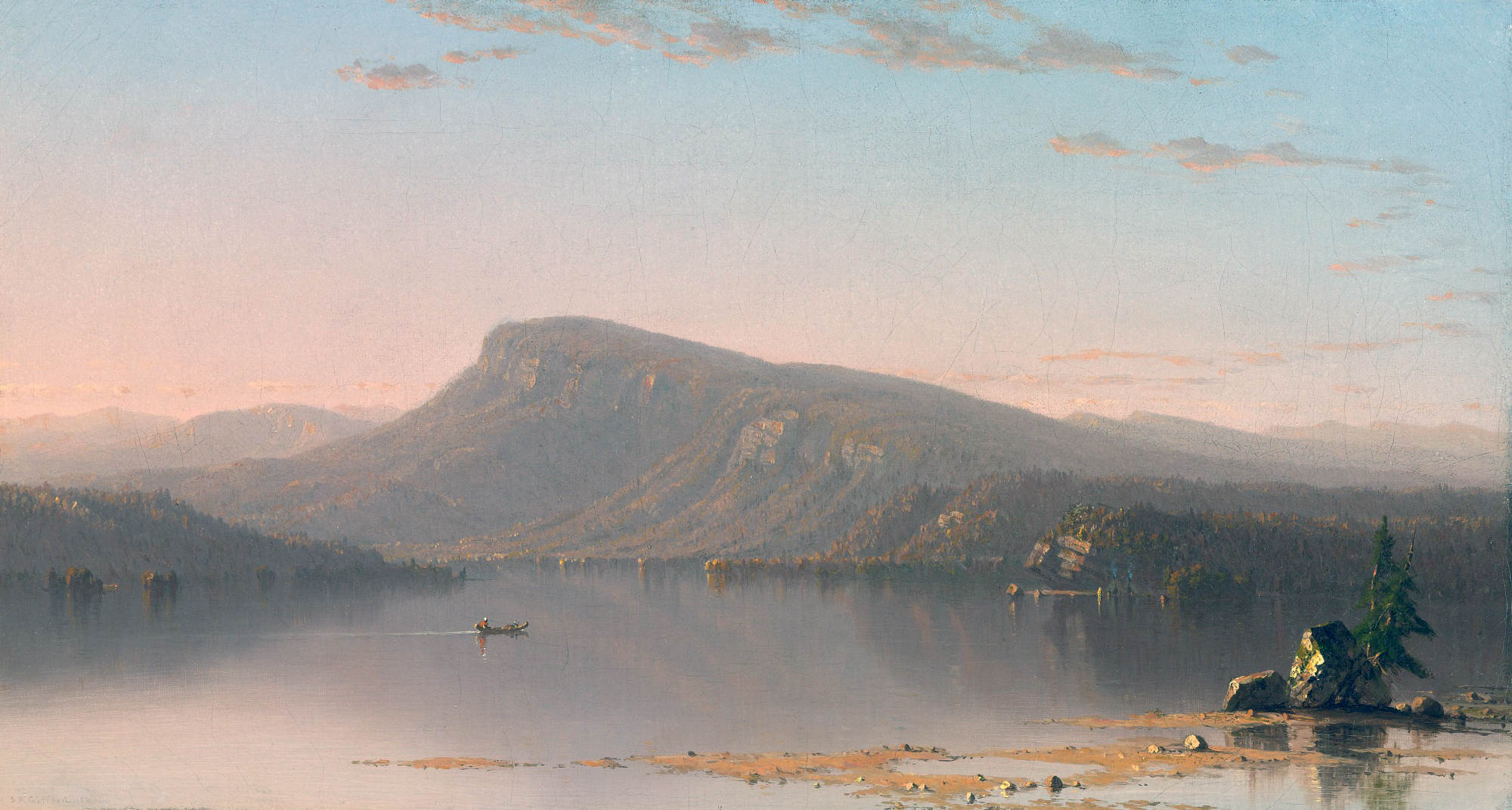
Tramonto nel deserto